# Shōgun (minissérie)
Shōgun é uma minissérie norte-americana adaptada do livro de mesmo nome de 1975, do autor James Clavell. Foi produzida pela Paramount Television e transmitida nos Estados Unidos pela NBC durante cinco noites, entre 15 a 19 de setembro de 1980. Foi escrita por Eric Bercovici, dirigida por Jerry London e teve como atores principais Richard Chamberlain, Toshiro Mifune e Yoko Shimada, além de um grande elenco de suporte. O próprio James Clavell participou como produtor executivo. É até à data, a única produção televisiva norte-americana filmada inteiramente no Japão, com som adicional dos estúdios da Toho.
A minissérie é vagamente baseada nas aventuras do navegador inglês William Adams, cuja jornada o levou ao Japão em 1600 e acabou por subir na hierarquia ao seviço do Xogum. Na história, o personagem chama-se John Blackthorne e seguimos com ele as transformações existentes e as intrigas políticas do Japão feudal, no início do Século XVII.
A minisérie estreou em Portugal a 1 de março de 1983 na RTP1 e foi exibida todas as terças-feiras às 20h45. O último episódio foi exibido na terça-feira, dia 17 de maio de 1983 às 21h10. Foi transmitida depois em 2003 no canal Sic Sempre Gold.
A minisérie recebeu críticas positivas no geral e ganhou vários prémios como o Emmy do Primetime de melhor série limitada, Globo de Ouro de melhor série dramática e o Prémio Peabody em 1981. Em 2024, a minissérie ganhou um remake transmitido pela FX. O remake estreou em 27 de fevereiro de 2024 e foi exibido até 23 de abril do mesmo ano, totalizando 10 episódios.

## Elenco
| Actor               | Papel                                           | Na história, equivalente a  |
| ------------------- | ----------------------------------------------- | --------------------------- |
| Richard Chamberlain | Piloto-Major John Blackthorne (Anjin-san)       | William Adams               |
| Toshiro Mifune      | Yoshi Toranaga, Senhor do Kwanto                | Tokugawa Ieyasu             |
| Yoko Shimada        | Lady Toda Mariko                                | Hosokawa Gracia             |
| Frankie Sakai       | Lord Kashigi Yabu, Daimyo of Izu                | Honda Masanobu              |
| Alan Badel          | Padre Dell'Aqua                                 | Alessandro Valignano, S.J.  |
| Michael Hordern     | Frade Domingo                                   |                             |
| Damien Thomas       | Padre Martin Alvito                             | João Rodrigues              |
| John Rhys-Davies    | Piloto português Vasco Rodrigues                |                             |
| Vladek Sheybal      | Capitão Ferreira                                | Horatio Neretti             |
| George Innes        | Johann Vinck                                    | Jan Joosten van Lodensteijn |
| Leon Lissek         | Padre Sebastio                                  |                             |
| Yūki Meguro         | Kashigi Omi, Chefe Samurai de Anjiro            | Honda Masazumi              |
| Hideo Takamatsu     | Lord Toda Buntaro                               | Hosokawa Tadaoki            |
| Hiromi Senno        | Usagi Fujiko                                    |                             |
| Nobuo Kaneko        | Ishido Kazunari, Governante do Castelo de Osaka | Ishida Mitsunari            |
| Toru Abe            | Toda Hiromatsu                                  | Hosokawa Fujitaka           |
| John Carney         | Ginsel                                          |                             |
| Masashi Ebara       | Suga                                            |                             |
| Hyoei Enoki         | Jirobei                                         |                             |
| Hiroshi Hasegawa    | Capitão da Galé                                 |                             |
| Ian Jentle          | Salamon                                         |                             |
| Yuko Kada           | Sazuko                                          |                             |
| Mika Kitagawa       | Kiku                                            |                             |
| Yoshie Kitsuda      | Gyoko                                           |                             |
| Stewart MacKenzie   | Croocq                                          |                             |
| Ai Matsubara        | Rako                                            |                             |
| Neil McCarthy       | Spillbergen                                     | Jacob Quaeckernaeck         |
| Seiji Miyaguchi     | Muraji                                          |                             |
| Yumiko Morishita    | Asa                                             |                             |
| Yosuke Natsuki      | Zataki                                          | Matsudaira Sadakatsu        |
| Takeshi Obayashi    | Urano                                           |                             |
| Masumi Okada        | Irmão Michael                                   | Miguel Chijiwa              |
| Edward Peel         | Jan Pieterzoon                                  |                             |
| Eric Richard        | Maetsukker                                      |                             |
| Atsuko Sano         | Lady Ochiba                                     | Yodo-dono                   |
| Setsuko Sekine      | Genjiko                                         | Oeyo                        |
| Akira Sera          | Jardineiro idoso                                |                             |
| Morgan Sheppard     | Specz                                           |                             |
| Miiko Taka          | Kiri                                            | Acha-no-tsubone             |
| Shin Takuma         | Yoshi Naga                                      | Matsudaira Tadayoshi        |
| Midori Takei        | Sono                                            |                             |
| Steve Ubels         | Roper                                           |                             |
| Rinichi Yamamoto    | Yoshinaka                                       |                             |
| Shizuko Azuma       | Onna                                            |                             |
| Orson Welles        | narrador                                        |                             |

## Episódios
| N.º | Título      | Dirigido por | Escrito por    | Exibição original      | Audiência (milhões) |
| --- | ----------- | ------------ | -------------- | ---------------------- | ------------------- |
| 1   | "Episode 1" | Jerry London | Eric Bercovici | 15 de novembro de 1980 | 23.0                |
| 2   | "Episode 2" | Jerry London | Eric Bercovici | 16 de novembro de 1980 | 24.7                |
| 3   | "Episode 3" | Jerry London | Eric Bercovici | 17 de novembro de 1980 | 28.7                |
| 4   | "Episode 4" | Jerry London | Eric Bercovici | 18 de novembro de 1980 | 27.7                |
| 5   | "Episode 5" | Jerry London | Eric Bercovici | 19 de novembro de 1980 | 24.5                |

## Recepção
Shōgun foi produzida após o sucesso da minissérie de televisão Raízes, de 1977, transmitida pela ABC. O sucesso de Raízes, bem como de Jesus of Nazareth (1977) proporcionou a realização de várias outras minisséries na década de 80. Shōgun, primeiramente transmitido em 1980, tornou-se também uma série altamente popular e permitiu assim continuar a onda das minisséries nos anos seguintes (como North and South e The Thorn Birds).
A NBC teve das maiores audiências com a transmissão de Shōgun. A sua média de 26.3 pontos de acordo com os Nielsen Ratings foi a segunda mais alta na história televisiva após Raízes da ABC. Em média, 32,9% das casas com televisão viram pelo menos parte da série. O sucesso da mesma catapultou a venda dos livros originais e da edição livro de bolso, tornando-se mesmo a edição mais vendida do tipo nos Estados Unidos, com a impressão de 2.1 milhões de cópias durante 1980 e fazendo aumentar o conhecimento sobre a cultura japonesa no país. No documentário The Making of 'Shōgun' é dito que o aumento de restaurantes de comida japonesa nos Estados Unidos se deveu à minissérie (particularmente restaurantes de sushi). Foi também notado que, durante a semana em que foi transmitida, muitos restaurantes e cinemas viram um decréscimo de atividade. O documentário afirma que muitas pessoas ficaram em casa para assistir a Shōgun - algo sem precedente numa transmissão televisiva. Ter um leitor de vídeo em casa ainda não era comum e era dispendioso em 1980.
As personagens japonesas falam sempre japonês, excepto quando traduzindo para Blackthorne. A transmissão original não tinha legendas para o diálogo em japonês. Como a série foi feita pelo ponto de vista de Blackthorne, os produtores entenderam que «o que ele não entende, nós não devemos entender».
O website Rotten Tomatoes atribuiu à série uma crítica geral de 80%.

### Sexualidade e violência
Shōgun quebrou vários tabus e teve várias novidades para a televisão norte-americana:
- Foi a primeira produção a ser permitida a palavra 'mijo' num diálogo e a ser efetivamente mostrado o ato de urinar. Como ato simbólico de obediência de Blackthorne à classe governante japonesa, que o pune por ter dito 'Eu mijo em ti e no teu país', Blackthorne é urinado por um samurai;[15][1]
- No primeiro episódio, os companheiros do navio de Blackthorne foram suspensos numa rede de carga até uma cuba de água e molho de soja a ferver e um deles morre dessa forma, até Blackthorne prestar obediência à nobreza japonesa;
- Um homem aparece decapitado no início do primeiro episódio, uma novidade à época para a televisão;
- Homens aparecem usando fundoshi;
- Mariko aparece nua numa cena na banheira e quando Blackthorne se reune com os seus companheiros, é visível o peito de uma mulher;
- Shōgun é também notado pela sua abordagem e discussão sobre questões sexuais como pederastria e assuntos relativos ao suicídio ritualístico do seppuku.[1]

### Recepção no Japão
A série não foi bem recebida no Japão, quando foi transmitida pela TV Asahi em 1981, uma vez que a imaginação dos acontecimentos ocorridos no início do século XVII pareceram desnecessários e triviais. Muitos telespectadores japoneses já estavam habituados a séries históricas como os taiga dramas anuais da NHK, considerados mais fieis à História verdadeira que os acontecimentos ocorridos na minissérie.